# Markus Schmidt
Markus Schmidt, né le 23 octobre 1968 à Innsbruck, est un lugeur autrichien actif entre 1987 et 1997.

## Palmarès
- Jeux olympiques
  - Albertville 1992 :  Médaille de bronze en simple simple et 7e en double
  - Lillehammer 1994 : 10e en simple

- Championnats du monde de luge
  - Altenberg 1996 :  médaille d'or de l'épreuve par équipe.
  - Winterberg 1991 :  médaille d'argent de l'épreuve par équipe

- Championnats d'Europe de luge
  - Sigulda 1996 :  Médaille de bronze de luge simple